# Eric Gadd
Eric Gadd (født Carl Erik Gudmund Gadd 31. juli 1965 i Visby) er en svensk sanger og sangskriver.

## Diskografi
- Hurra du lever pang du är död  (1989-09-15)
- Do You Believe In Gadd (1991-01-01) (album)
- On Display (1993-01-01) (album)
- Floating (1995-04-07) (album)
- The Right Way (1997-01-01) (album)
- Spirit (1999-11-24) (album)
- Life support (2002-11-27) (album)
- Meet me here (2006-04-05) (single)
- Eric gadd (2006-04-05) (album)
- C'mon c'mon let's love – (2006-10-23) (musikvideo)